# AronChupa
AronChupa, artiestennaam van Aron Michael Ekberg (Borås, 30 maart 1991) is een Zweeds deejay en producer.
In 2012 startte Ekberg samen met 3 vrienden de band Albatraoz. Hun gelijknamige single Albatraoz bereikte de 36ste plaats in de Zweedse hitlijst. In 2014 bracht Ekberg zijn solosingle I'm an Albatraoz uit onder de naam AronChupa. De single werd een succes. Hij bereikte de eerste plaats in Zweden en Denemarken en een top 10-notering in onder meer België, Nederland, Duitsland en Australië.

## Discografie

### Singles
| Single met eventuele hitnotering(en) in de Nederlandse Top 40 | Datum van verschijnen | Datum van binnenkomst | Hoogste positie | Aantal weken | Opmerkingen                |
| ------------------------------------------------------------- | --------------------- | --------------------- | --------------- | ------------ | -------------------------- |
| I'm an Albatraoz                                              | 2014                  | 01-11-2014            | 4               | 13           | Nr. 2 in de Single Top 100 |

| Single met hitnotering(en) in de Vlaamse Ultratop 50 | Datum van verschijnen | Datum van binnenkomst | Hoogste positie | Aantal weken | Opmerkingen |
| ---------------------------------------------------- | --------------------- | --------------------- | --------------- | ------------ | ----------- |
| I'm an Albatraoz                                     | 2014                  | 22-11-2014            | 6               | 19           |             |

- Library of Congress Control Number: no2015024448
- MusicBrainz: 76b09967-a03f-4704-aaf4-e8d65ee02271
- Virtual International Authority File: 315181804